# Zhao Xuri
Zhao Xuri (3 de dezembro de 1985) é um futebolista profissional chinês que atua como volante.

## Carreira
Zhao Xuri representou a Seleção Chinesa de Futebol nas Olimpíadas de 2008, quando atuou em casa.